# NGC 3712
NGC 3712 é uma galáxia espiral (Sa) localizada na direcção da constelação de Ursa Major. Possui uma declinação de +28° 21' 31" e uma ascensão recta de 11 horas, 31 minutos e 53,6 segundos.
A galáxia NGC 3712 foi descoberta em 11 de Abril de 1785 por William Herschel.